# Landgericht Düsseldorf
Das Landgericht Düsseldorf ist ein Gericht der ordentlichen Gerichtsbarkeit des Bundeslandes Nordrhein-Westfalen.

## Gerichtssitz und -bezirk
Das Landgericht (LG) hat seinen Sitz in Düsseldorf. Der Gerichtsbezirk umfasst die Kreisfreie Stadt Düsseldorf, vom Rhein-Kreis Neuss die Gemeinden Dormagen, Kaarst, Korschenbroich, Meerbusch und Neuss, sowie vom Kreis Mettmann die Gemeinden Hilden, Langenfeld (Rheinland), Monheim am Rhein und Ratingen.
Gemeinschaftsmarken-, Gemeinschaftsgeschmacksmuster-, Patent-, Sortenschutz-, Gebrauchsmusterstreitsachen und Topographieschutzsachen nimmt das LG Düsseldorf für die Bezirke aller Landgerichte des Landes Nordrhein-Westfalen wahr.
Das Dienstgericht für das Land Nordrhein-Westfalen wurde beim LG eingerichtet. Nächste Instanz ist der Dienstgerichtshof der Richter des Landes Nordrhein-Westfalen in Hamm.

## Gerichtsgebäude

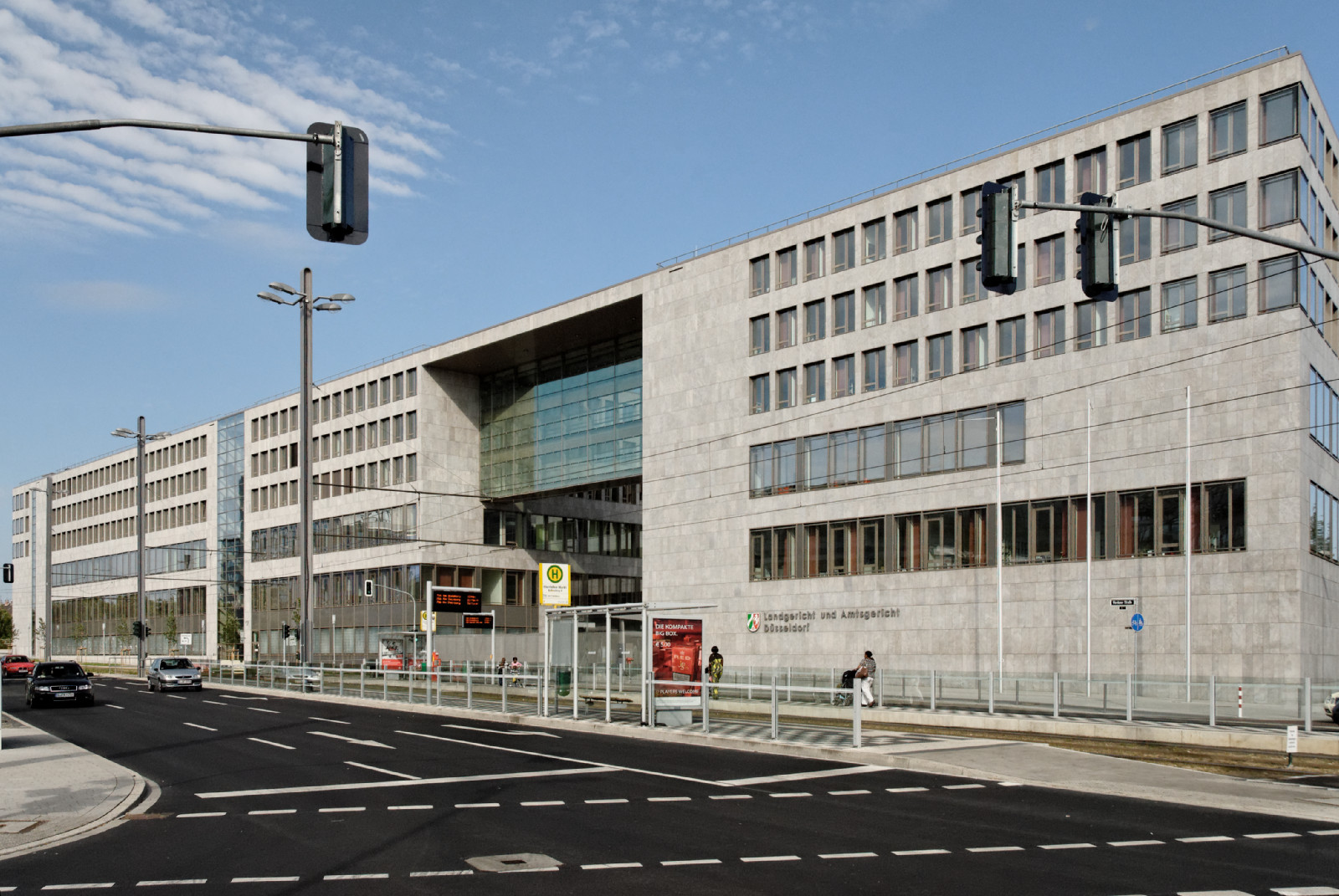
Neubau in Oberbilk

Das Landgericht Düsseldorf ist, zusammen mit dem Amtsgericht Düsseldorf, seit März 2010 in einem 2009 errichteten Neubau an der Werdener Straße 1 im Stadtteil Oberbilk untergebracht. Die Bruttogeschossfläche beträgt rund 62.000 m². Bis dahin befanden sich beide Gerichte in drei teils zusammenhängenden historischen Gebäuden des ehemaligen Statthalterpalais in der Düsseldorfer Altstadt an der Mühlenstraße.

## Geschichte

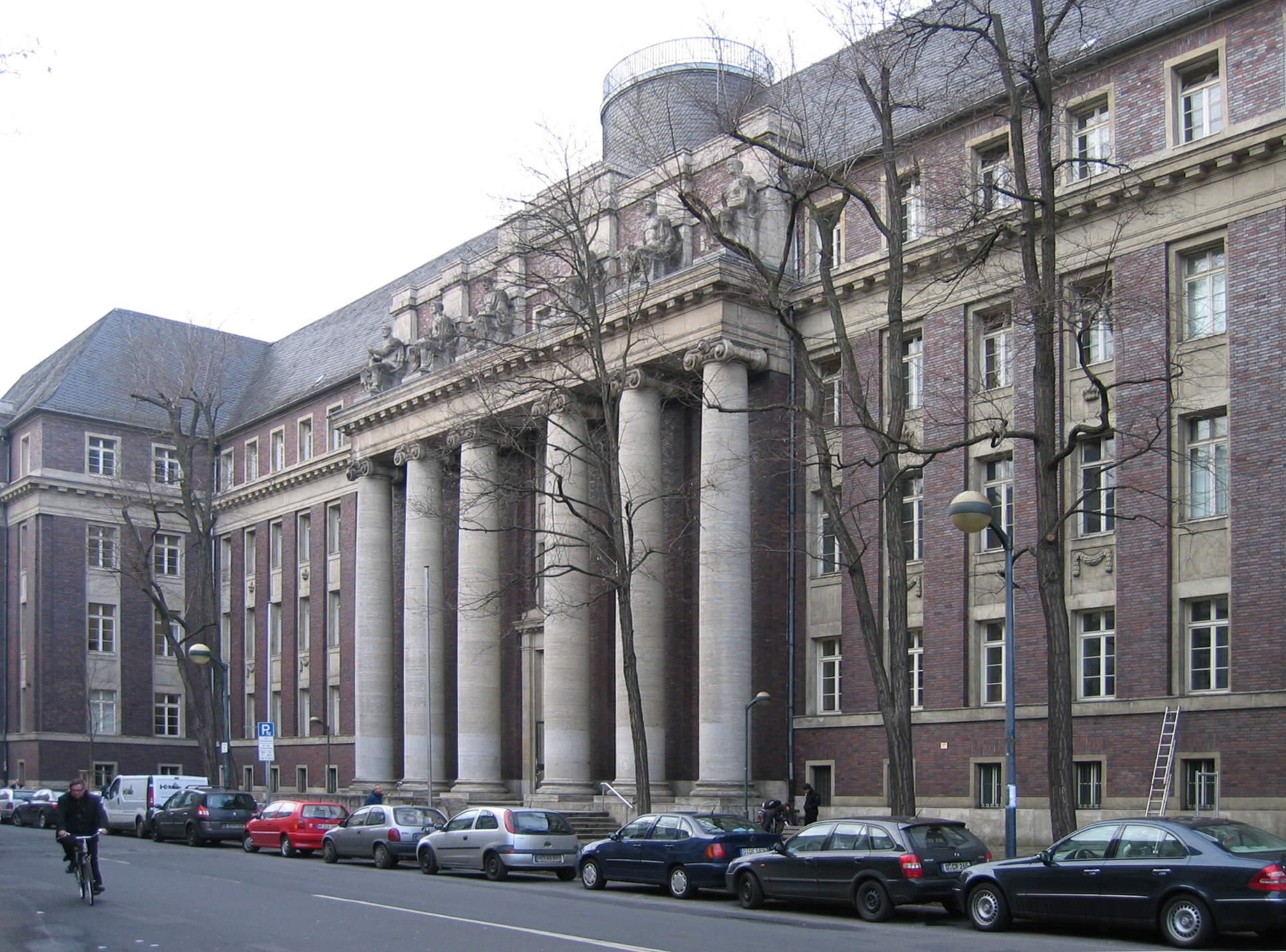
Das alte Landgerichtsgebäude in der Düsseldorfer Altstadt (erbaut 1913–1923)

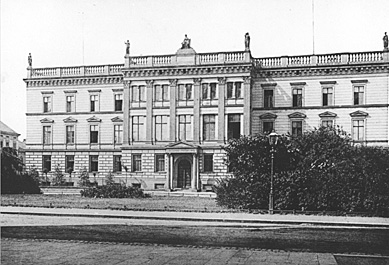
Früheres Gebäude des Landgerichts Düsseldorf am Königplatz (erbaut 1859, eingeweiht 1871)

Das Landgericht Düsseldorf existiert unter diesem Namen seit 1820. In der damaligen preußischen Rheinprovinz galt die französische Gerichtsorganisation weiter. Der Appellationsgerichtshof Köln hatte dort die Funktion des Appellationsgerichtes. Die ihm untergeordneten Gerichte trugen nicht die Bezeichnung Kreisgericht, sondern Landgericht. Dem Landgericht Düsseldorf waren folgende Friedensgerichte als Gerichte erster Instanz untergeordnet:
| Friedensgericht              | Sitz         |
| ---------------------------- | ------------ |
| Friedensgericht Krefeld      | Krefeld      |
| Friedensgericht Dormagen     | Dormagen     |
| Friedensgericht Düsseldorf   | Düsseldorf   |
| Friedensgericht Gerresheim   | Gerresheim   |
| Friedensgericht Gladbach     | Gladbach     |
| Friedensgericht Grevenbroich | Grevenbroich |
| Friedensgericht Jüchen       | Jüchen       |
| Friedensgericht Neuss        | Neuss        |
| Friedensgericht Odenkirchen  | Odenkirchen  |
| Friedensgericht Opladen      | Opladen      |
| Friedensgericht Ratingen     | Ratingen     |
| Friedensgericht Uerdingen    | Uerdingen    |
| Friedensgericht Viersen      | Viersen      |

Hinzu kamen 1820 noch die folgenden Friedensgerichte, die aber 1834 dem dann neu gegründeten Landgericht Elberfeld zugeordnet wurde:
| Friedensgericht                | Sitz           |
| ------------------------------ | -------------- |
| Friedensgericht Barmen         | Barmen         |
| Friedensgericht Elberfeld      | Elberfeld      |
| Friedensgericht Lennep         | Lennep         |
| Friedensgericht Mettmann       | Mettmann       |
| Friedensgericht Remscheid      | Remscheid      |
| Friedensgericht Ronsdorf       | Ronsdorf       |
| Friedensgericht Solingen       | Solingen       |
| Friedensgericht Velbert        | Velbert        |
| Friedensgericht Wermelskirchen | Wermelskirchen |

Mitte des 19. Jahrhunderts befand sich das Friedensgericht und das Landgericht Düsseldorf im Hondheimschen Palais in der Akademiestraße 3 und 5. Mit der Einführung der Reichsjustizgesetze blieb das Landgericht Düsseldorf bestehen. Die Friedensgerichte wurden aufgelöst und durch Amtsgerichte, darunter das Amtsgericht Düsseldorf, abgelöst.
1871 wurde das Landgerichtsgebäude am Königplatz (heute Martin-Luther-Platz) eingeweiht. Heute befindet sich hier der Hauptsitz des Justizministeriums. 1913 begann der Bau des jetzigen Justizgebäudes an der Mühlenstraße. Nach einem im November des Kriegsjahres 1915 gefassten Beschluss der Provinzverwaltung wurde der bescheiden geplante Bau erheblich erweitert. Dies drückte sich vor allem in dem monumentalen Eingangsbereich aus. Die Außenmauern sind mit rheinischen Klinkern in den Farben hellrot bis schwärzlich-violett verblendet worden. Die gewaltigen Säulen der Front sind wie die Gesimse und Brüstungen aus Kirchheimer Muschelkalk. Sechs Figuren von ca. drei Metern Höhe thronen über dem Eingangsportal. Sie versinnbildlichen die klassischen und die christlichen Tugenden, nicht aber die Tugend der Gerechtigkeit. Diese findet sich im Gebäude selbst in Form des vergoldeten Kopfes der Justitia oberhalb des Durchgangsportals des Haupttreppenhauses. Die zweite Etage der Front schließt ab mit den Köpfen „Rechtsgelehrte und Weise des Altertums“.
Ab dem Jahr 1956 wurden Erweiterungsbauten errichtet.
Internationale Aufmerksamkeit genoss das Landgericht Düsseldorf in den Jahren 1975 bis 1981, als dort der dritte Majdanek-Prozess verhandelt wurde. Von Ende Oktober bis Ende November 2006 fand die Neuauflage des Mannesmann-Prozesses statt, der mit einer millionenschweren Geldauflage endete. Der Bundesgerichtshof hatte zuvor auf die Revision der Staatsanwaltschaft die Freisprüche aller Angeklagten aufgehoben.

## Über- und nachgeordnete Gerichte
Das dem Landgericht Düsseldorf übergeordnete Gericht ist das Oberlandesgericht Düsseldorf; nachgeordnete Gerichte sind die Amtsgerichte in Düsseldorf, Neuss, Langenfeld und Ratingen.

## Richter
- Franz Eichhoff (Landgerichtsdirektor 1921 bis 1924)
- Heinrich Steinmetz